# Mary e il fiore della strega
Mary e il fiore della strega (メアリと魔女の花?, Meari to Majo no Hana), è un film d'animazione del 2017 diretto da Hiromasa Yonebayashi.
Si tratta del primo film prodotto dallo Studio Ponoc (studio di animazione nel quale sono confluiti molti animatori dello Studio Ghibli), ed è la trasposizione animata del romanzo per ragazzi La piccola scopa della scrittrice britannica Mary Stewart.

## Trama
Un'esplosione all'interno di una torre di pietra apre una breccia e lascia l'edificio in fiamme. Una giovane ragazza dai capelli rossi corre con un fagottino in mano, si arrampica sul ramo di un grande albero, sale su una scopa volante e fugge. Le persone da cui scappa le mandano contro delle creature magiche, ma la ragazzina è già lontana.
Mary Smith è una ragazzina inglese di 11 anni che in estate va a trascorrere le vacanze presso la casa di campagna della prozia Charlotte; annoiata e senza amici, Mary cerca di rendersi utile nelle faccende domestiche, ma con scarsi risultati. Un ragazzo locale di nome Peter la prende in giro sia per la sua goffaggine che per i suoi folti e ribelli capelli rossi, che lei detesta. Un giorno seguendo i gattini Tib e Gib nel bosco, trova fra l'erba folta uno strano fiore azzurro e luminoso; quando lo porta al giardiniere Zebedy, questi le dice che si chiama Volo notturno: la leggenda narra che le streghe bramino tale misterioso e raro fiore, che sboccia solamente una volta ogni sette anni, per il suo potere magico.
Quando il giorno seguente uno dei due gatti scompare e Mary ritorna nel bosco per cercarlo, trova una scopa incantata, sulla quale riesce a volare. La scopa è però ingovernabile e, dopo un volo molto tormentato Mary arriva davanti all'Endor College, una scuola di magia diretta dalla rettrice Madama Mumblechook e dal docente Dottor Dee, i quali si interessano di magia metamorfica. Mary viene scambiata per una ragazza col sangue di strega che desidera immatricolarsi, e viene quindi portata dalla rettrice in visita all'istituto. Ben presto però la verità viene a galla: tutto il potere di Mary come la capacità di volare sulla scopa, proviene solamente dallo strano fiore azzurro che ha trovato nella foresta. Madama Mumblechook impone a Mary di consegnarle il fiore fino ad allora ritenuto perduto, e indispensabile per i terribili esperimenti di metamorfosi; Mary però le consegna un bigliettino con sopra l'indirizzo di Peter, che era stato scritto dalla zia di Mary, la quale aveva chiesto alla nipote di far recapitare un pacco a Peter. Madama Mumblechook e il Dottor Dee la lasciano andare.
Quella notte, Mary riceve un messaggio da Madama Mumblechook informandola di aver rapito Peter e ordinandole di portarle il fiore della strega. Insieme al gatto Tib, Mary raggiunge subito l'Endor College, ma Madama Mumblechook e Doctor Dee la imprigionano nel laboratorio per incantesimi di metamorfosi; qui Mary trova Peter, e scopre che il Dottor Dee ha condotto esperimenti sugli animali, tra i quali la gatta Gib, trasformandoli in creature fantastiche. Nel libro degli incantesimi, Mary ne trova uno che può sciogliere ogni magia, così lo usa per annullare tutte le metamorfosi e aprire la porta del laboratorio. Tentano di fuggire a bordo della scopa, ma Madama Mumblechook e il Dottor Dee catturano nuovamente Peter.
La piccola scopa conduce Mary in un cottage isolato su una piccola isola che sembra essere "viva" e che la accoglie come se fosse tornata a casa. All'interno del cottage, Mary trova appunti sugli incantesimi di metamorfosi e uno specchio che la prozia Charlotte usa per contattarla, mostrandosi com'era da giovane: la donna le rivela che il cottage era la sua casa precedente, ed era una studentessa dai capelli rossi che eccelleva all'Endor College; un giorno però Charlotte trovò degli esemplari di Volo notturno e li consegnò a Madama Mumblechook e al Dottor Dee allora gentili e stimati insegnanti, i quali da quel momento seguirono ossessivamente un progetto per rendere i loro allievi capaci di usare qualsiasi magia: l'obbiettivo finale di Madama Mumblechook e del Dottor Dee era quello di poter donare la magia a chiunque non la possedeva. Se il loro piano avesse avuto successo, il mondo sarebbe stato completamente cambiato. Per raggiungere questo scopo, tuttavia, essi non si fecero scrupoli a condurre ogni tipo di esperimento su animali ed esseri umani. Quando uno dei loro esperimenti fallì disastrosamente, Charlotte decise di fuggire portando con sé i rimanenti semi del fiore. Charlotte supplica Mary di tornare a casa, ma Mary è invece intenzionata a tornare per salvare Peter. Mary viene sorpresa da Madama Mumblechook, tuttavia riesce a seminarla.
Mary ritorna all'Endor College e trova Madama Mumblechook e il Dottor Dee mentre cercano di usare il fiore per trasformare Peter in un mago: l'esperimento fallisce di nuovo, lasciando Peter intrappolato in un'enorme massa gelatinosa. Mary consegna il libro degli incantesimi a Peter, il quale lo usa per annullare l'esperimento fallito e tutte le ricerche di Madame Mumblechook e del Dottor Dee. Mary, Peter, Tib e Gib volano verso casa in sella alla scopa, e Mary getta via l'ultimo seme del fiore affermando che non ne ha più bisogno.

## Colonna sonora
Takatsugu Muramatsu, già compositore delle musiche del precedente lungometraggio diretto da Yonebayashi, Quando c'era Marnie (2014), ha realizzato la colonna sonora del film in collaborazione con altri musicisti, tra i quali spicca Joshua Messick, uno dei più rinomati suonatori di dulcimer al mondo.
1. Mary's Theme – 3:45
2. The "Fly-by-Night" – 2:51
3. Mary Helps Out – 2:46
4. The Forest Tempts – 1:12
5. The "Witch's Flower" – 2:22
6. Misty Forest – 1:18
7. The Broom Breathes – 0:36
8. First Flight – 2:11
9. Endor College – 3:03
10. Introducing the College – 3:23
11. Magic Science – 2:34
12. A Strange Flower – 1:23
13. The Stolen Flower – 1:45
14. Our Home – 1:18
15. The Imposter Witch – 1:19
16. Mary Decides – 3:12
17. Endor College at Night – 1:50
18. Master Spells – 6:11
19. The House Were Time Stopped – 2:14
20. The "Fly-by-Night" (2) – 3:33
21. The Last Powers – 2:27
22. Let's Go Home, Together – 2:32
23. Rainbow of Magic – 1:42
24. Rain – 5:11
25. The "Fly-by-Night" (Hammered Dulcimer Version) – 1:10
26. Mary's Theme (Piano Version) – 1:58

## Distribuzione
Mary e il fiore della strega è stato distribuito dalla Toho in 458 sale giapponesi, l'8 luglio 2017. Altitude Film Sales annunciò al Berlin International Film Festival di aver acquisito i diritti del lungometraggio per distribuirlo in tutto il Regno Unito, mentre la Madman Entertainment si sarebbe occupata dell'Australia e Nuova Zelanda, presentandolo in anteprima il 5 novembre 2017 al Madman Anime Festival di Melbourne, e GKIDS del Nord America, proiettandolo in poche sale il 18 gennaio 2018, prima di una distribuzione più ampia dal 19 gennaio.
In Italia il film è stato presentato in anteprima il 1º maggio 2018 al Napoli Comicon e distribuito al cinema dal 14 al 20 giugno da Lucky Red, con i dialoghi tradotti da Francesco Nicodemo e adattati da Massimiliano Alto, che ne ha anche diretto il doppiaggio (per Laser Digital Film). L'uscita italiana della versione home video è avvenuta il 17 ottobre 2018.

## Accoglienza

### Incassi
Mary e il fiore della strega ha guadagnato 428 milioni di yen durante il primo weekend di proiezione, marcando un netto miglioramento rispetto a Quando c'era Marnie, che ne aveva guadagnati 379 milioni. In totale ha incassato l'equivalente di 41978431 $.

### Critica
La critica ha ben accolto l'opera, che ha una percentuale di gradimento sul sito aggregatore Rotten Tomatoes del 89% con un voto di 6,85 su 10, basato su 88 recensioni; su Metacritic ha un punteggio di 75 su 100, basato su 23 recensioni. Nelle recensioni meno entusiaste emerge il fatto che, secondo la critica, esiste «un’enorme difficoltà di svincolarsi da quel contesto immaginifico che è lo Studio Ghibli».
Shelia O'Malley di RogerEbert.com ha dato al film una valutazione di tre stelle su quattro, dichiarando che «la totale mancanza di conflitti interiori in Mary potrebbe essere il motivo per cui Mary e il fiore della strega - per quanto sia emozionante e divertente - sembra un po' leggero». Moira Macdonald di The Seattle Times ha osservato che, sebbene il film «non sia un vero capolavoro» e «la sceneggiatura ha bisogno di una lucidatura», ha concluso che il film è «una gioia da guardare: un'avventura visiva e una continuazione di un lascito notevole».

## Riconoscimenti
- 2018 - Annie Award [21]
  - Candidatura per la miglior sceneggiatura in un film d'animazione
  - Candidatura per la miglior scenografia in un film d'animazione
- 2018 - Awards of the Japanese Academy [22]
  - Candidatura per il miglior film d'animazione
- 2018 - Women Film Critics Circle
  - Candidatura per le migliori donne animate
- 2019 - Alliance of Women Film Journalists [23]
  - Candidatura per il miglior film d'animazione